# 偵探小隊KZ事件簿
《偵探小隊KZ事件簿》，日本兒童文學作品，藤本瞳原作、住瀧良寫作的兒童偵探冒險文學。2011年，成為講談社青鳥文庫系列作品之一。該作經改編，2015年10月7日起在NHK教育頻道的《天才兒童MAX》中播放每集長10分鐘的短篇電視動畫。該動畫由IG Port旗下的新動畫製作公司「Signal-MD」負責製作，該公司相關之動畫企劃向來主要都是兒童向作品。

## 故事簡介
對於朋友、家人以及成績懷有煩惱和自卑的少女立花彩，
某天，與在補習班遇到超有個性的四個男生，組成了"偵探小隊KZ"！
個性豐富的"偵探小隊KZ"被捲入事件當中，
有時也會發生衝突，即使如此他們也利用各自的特技和專門知識，
齊心協力將事件導向解決！

## 登場人物
立花 彩（たちばな あや）
聲 - 巽悠衣子
故事女主角，有一個高三的哥哥和小二的妹妹，被稱為"國語的專家"。
若武 和臣（わかたけ かずおみ）
聲 - 齊藤壮馬
足球隊KZ的王牌前鋒，同樣是偵探小組KZ的首領。最喜歡引人注目。
黒木 貴和（くろき たかかず）
聲 - 寺島拓篤
身高較高，像大人一樣成熟，對女孩子溫柔的王子大人。有著神秘的一面。是"與人社交的專家"
上杉 和典（うえすぎ かずのり）
聲 - 西山宏太朗
知性並冷靜，時而嚴厲的理論派。因為數學很好所以被稱為"數學的上杉"。
小塚 和彦（こづか かずひこ）
聲 - 市来光弘
平和並溫柔，社會科和理科很好，所以被稱為"社理的小塚"。
砂原 翔（すなはら かける）
聲 - 梶裕貴
立花中學部的同班同學。與立花約定，當其第5位的朋友。
其父親（聲 - 金光宣明）經營砂原肉製品公司，但人事管理不力，翔因此與破壞生產的員工衝突，引致員工報復污染肉品，肉品不純摻和豬肉結果導致若武過敏。KZ小組的調查證實後，在立花堅持下先告知於她有恩的翔。立花允翔暫緩一日報案。翔告知父親後，公司自首。事件後，砂原肉製品公司破產，翔即轉校失聯。

### 立花的家人
媽媽
聲 - 小林沙苗
立花裕樹
聲 - 中島ヨシキ
彩的哥哥。成績優異、運動萬能的帥哥。
立花奈子
聲 - 朝日奈丸佳
彩的妹妹。直率可愛。

## 電視動畫

### 製作人員
- 原作：藤本瞳、住瀧良
- 人物原案：駒形
- 監督：市川量也
- 系列構成：山田由香
- 劇本：山田由香、筆安一幸、市川量也
- 人物設定、總作畫監督：松浦有紗
- 美術監督：高田真理
- 攝影監督：石山智之
- 音樂：都田和志
- 音響監督：伊藤巧
- 執行監製：松下卓也、增田雅子、宮崎武洋、秋山秀樹
- 監製：五味秀晴、高島恒雄、竹山和宏、森下勝司
- 動畫監製：上野剛仁
- 動畫制作：Signal-MD
- 製作：偵探小隊KZ事件簿製作委員會

### 主題曲

　作詞、作曲、編曲：井上Joe，主唱：Diana Garnet

### 各話列表
| 話數   | 日文標題 | 中文標題                | 劇本     | 分鏡              | 作畫監督 | 播出日期       |
| ------ | -------- | ----------------------- | -------- | ----------------- | -------- | -------------- |
| 1話    |          | 消失的腳踏車我知道其之1 | 山田由香 | 市川量也 高田真理 | 蔦佳穂里 | 2015年 10月7日 |
| 2話    |          | 消失的腳踏車我知道其之2 | 山田由香 | 市川量也 高田真理 | 蔦佳穂里 | 10月14日       |
| 3話    |          | 消失的腳踏車我知道其之3 | 山田由香 | 高田真理          | 蔦佳穂里 | 10月21日       |
| 4話    |          | 消失的腳踏車我知道其之4 | 山田由香 | 高田真理          | 高田真理 | 10月28日       |
| 5話    |          | 雞蛋漢堡我知道其之1     | 筆安一幸 | 高橋理恵          | 高田真理 | 11月4日        |
| 6話    |          | 雞蛋漢堡我知道其之2     | 筆安一幸 | 蔦佳穂里          | 蔦佳穂里 | 11月11日       |
| 7話    |          | 雞蛋漢堡我知道其之3     | 筆安一幸 | 高田真理          | 高田真理 | 11月18日       |
| 8話    |          | 雞蛋漢堡我知道其之4     | 筆安一幸 | 高田真理          | 高田真理 | 11月25日       |
| 9話    |          | 後院我知道其之1         | 筆安一幸 | 蔦佳穗里          | 蔦佳穗里 | 12月2日        |
| 10話   |          | 後院我知道其之2         | 筆安一幸 | 大西佑希          | 蔦佳穗里 | 12月9日        |
| 11話   |          | 後院我知道其之3         | 山田由香 | 高田真理          | 高田真理 | 12月16日       |
| 12話   |          | 後院我知道其之4         | 山田由香 | 高田真理          | 高田真理 | 12月23日       |
| 第13話 |          | 情人節我知道其之1       | 市川量也 | 蔦佳穗里          | 蔦佳穗里 | 2016年 1月6日  |
| 第14話 |          | 情人節我知道其之2       | 市川量也 | 蔦佳穗里          | 蔦佳穗里 | 1月13日        |
| 第15話 |          | 情人節我知道其之3       | 山田由香 | 高田真理          | 高田真理 | 1月20日        |
| 第16話 |          | 情人節我知道其之4       | 山田由香 | 高田真理          | 高田真理 | 1月27日        |

## 外部連結
- （日語）青い鳥文庫｜探偵チームKZ事件ノート
- （日語）NHKアニメワールド 探偵チームKZ事件ノート | NHK （页面存档备份，存于）
- （日語）青い鳥文庫｜妖精チームG事件ノート